# Schiffnerula braunii
Schiffnerula braunii är en svampart som beskrevs av Hosag. & Sabeena 2010. Schiffnerula braunii ingår i släktet Schiffnerula och familjen Englerulaceae.   Inga underarter finns listade i Catalogue of Life.